# Oberpfälzer Jura
De Oberpfälzer Jura of Mittlere Frankenalb is een deel van de Fränkische Alb, een Duits middelgebergte in de deelstaat Beieren. De Oberpfälzer Jura ligt in de regio Oberpfalz en gaat in het oosten over in het Oberpfälzisch-Obermainisches Hügelland.
De Oberpfälzer Jura ligt in de districten Amberg-Sulzbach, Landkreis Neumarkt in der Oberpfalz, Landkreis Kelheim en Landkreis Regensburg. Het gebied ligt ten noordwesten van de stad Regensburg, tevens de hoofdstad van de regio Oberpfalz. In het westen wordt het gebied begrensd door het Nürnberger Land. 
De Oberpfälzer Jura wordt door het regionale toerismeverband aangeduid als Bayerischer Jura (Beierse Jura).